# عباس مشهدی زاده
عباس مشهدی‌زاده مجسمه‌ساز و نقاش ایرانی در سال ۱۳۱۷ به دنیا آمد. در سال ۱۳۴۷ مدرک کارشناسی خود را در رشته معماری از دانشکده هنرهای تزئینی دریافت کرد و در سال ۱۳۸۱ موفق به اخذ نشان درجه یک هنر (معادل دکتری) از وزارت فرهنگ و ارشاد اسلامی شد.

## زندگی‌نامه
عباس مشهدی‌زاده در سال ۱۳۱۷ در روستایی در کناره جنوبی رود ارس در جلفای ایران به دنیا آمد و در سال ۱۳۲۲ به همراه خانواده به تهران مهاجرت کرد. در دبیرستان تمدن تهران رشته ریاضی خواند. او در فاصله سال‌های ۱۳۳۶ تا ۱۳۳۸ در مدرسه عالی نقشه‌برداری به آموختن نقشه‌نگاری و نقشه‌برداری هوایی (فتوگرامتری) پرداخت و در سال ۱۳۳۴ وارد هنرستان هنرهای زیبا شد و در سال ۱۳۴۱ رشته مجسمه‌سازی را در هنرستان هنرهای زیبای تهران با رتبه شاگرد اولی به پایان رساند. مشهدی‌زاده در سال ۱۳۴۷ مدرک کارشناسی خود را در رشته معماری از دانشکده هنرهای تزیینی دریافت کرد. آثار او در بینال‌های تهران به نمایش درآمده است.او تنها هنرمند مجسمه‌ساز ایرانی است که با داوری استاد علی‌اکبر صنعتی به این افتخار نائل آمد. همچنین از کوشندگان احیای هنر مجسمه‌سازی با ساختن مجسمه‌های مشاهیری مانند سعدی، رازی و محتشم کاشانی برای پارک ملت است که در سال ۱۳۶۸ در پارک ملت نصب شد. او در این حرکت فرهنگی، همراه کامران کاتوزیان، چنگیز شهوق، محمدعلی مددی، حسین قره‌گزلو و حمید شانس بود.مشهدی‌زاده علاوه بر مجسمه‌سازی، در نقاشی هم سرآمد بوده و در مکتب سقاخانه قلم زده؛ او در این شیوه با منصور قندریز و فرامرز پیلارام هم نمایشگاه گروهی نقاشی برپا کرده‌است. این هنرمند پیش‌کسوت، مطالعه عمیقی روی هنر دو قرن اخیر ایران داشته که حاصل آن را در کتاب سه جلدی «تاریخ هنر ایران» به رشته تحریر درآورده است.او عضو شورای فنی و استاد آموزش کارگاهی و دروس نظری هنر در هنرستان هنرهای زیبای پسران تهران از ۱۳۸۳ است و مجسمه‌هایش را همواره با چوب، گچ، آهن و رزین می‌سازد. وی از نویسندگان اساس‌نامه انجمن هنرمندان مجسمه‌ساز ایران برای گشایش انجمن در سال ۱۳۶۸ بود.مشهدی زاده از سال ۱۳۴۶ در دانشگاه‌های مختلف ایران مشغول به تدریس بوده‌است و در سال ۱۳۸۱ موفق به اخذ نشان درجه یک هنر (معادل دکتری) از وزارت فرهنگ و ارشاد اسلامی شد.